# Hausanschlusskasten

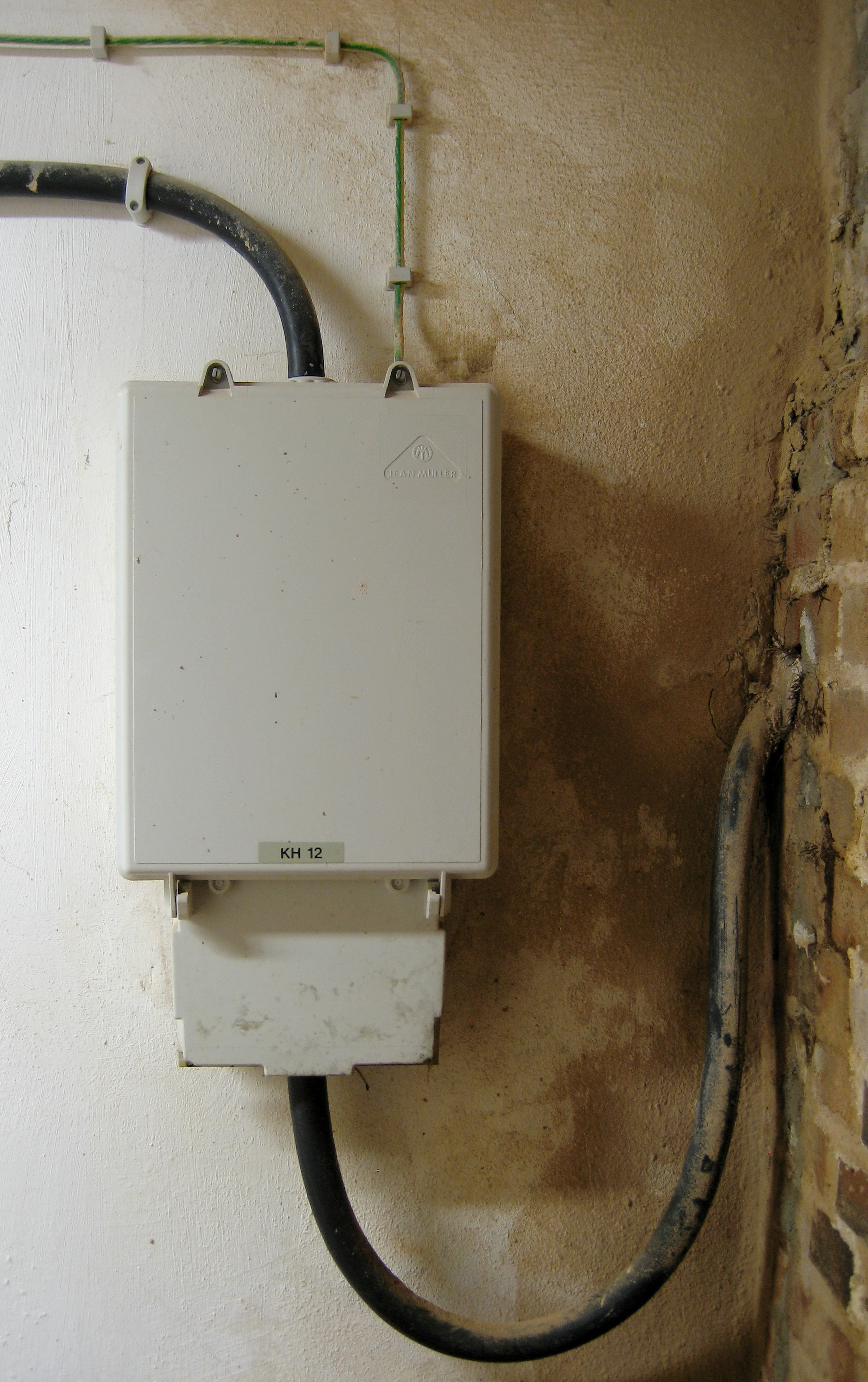
Moderner Hausanschlusskasten, gut sichtbar: der oben herausgeführte Schutzpotentialausgleichsleiter, die sogenannte PEN-Stützung im TNC-S-Netzsystem

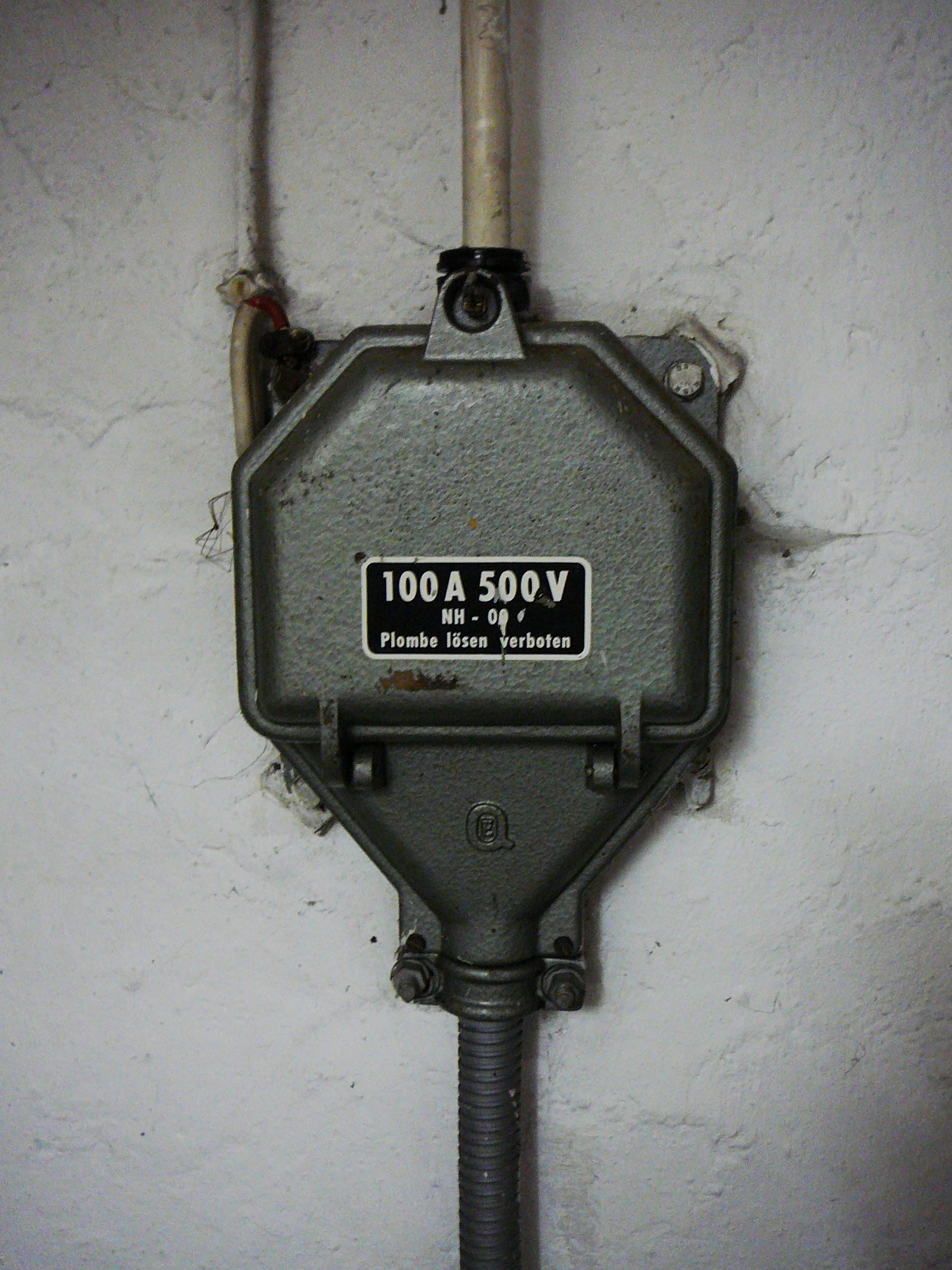
Älterer Hausanschlusskasten, für Sicherungen/Ströme bis 100 A (etwa 40 cm breit)

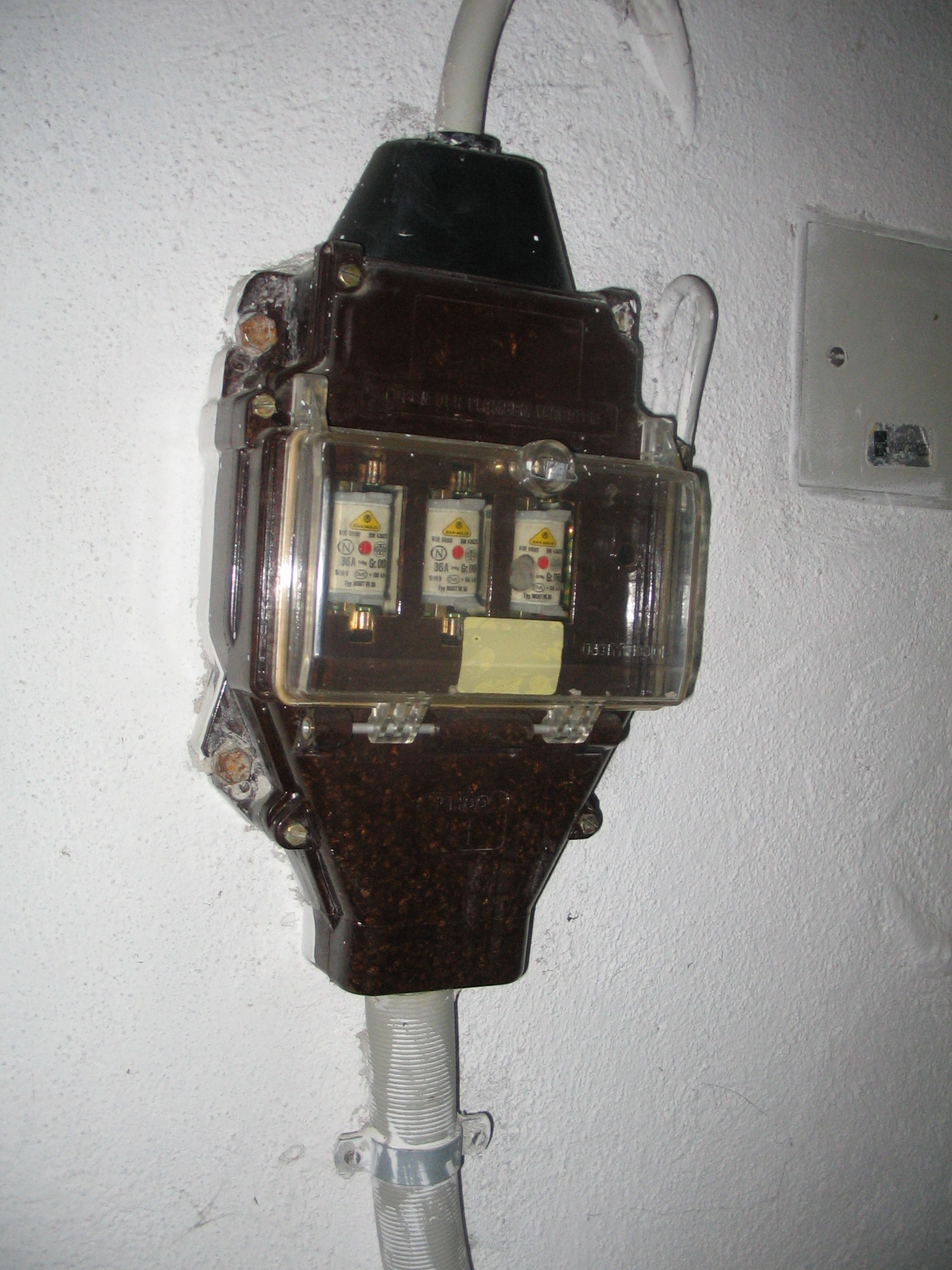
Älterer Hausanschlusskasten mit sichtbaren Sicherungen

Der Hausanschlusskasten (HAK, nicht zu verwechseln mit Hauptanschlusskasten für Telefon) ist ein vom Verteilnetzbetreiber (VNB) geforderter Kasten, mit dem ein Haus an das öffentliche Stromnetz angeschlossen ist und der sich in größeren Gebäuden im Hausanschlussraum befindet. Er ist die Übergabestelle vom Verteilungsnetz des VNB zur Verbraucheranlage. Vom Hausanschlusskasten führt eine Leitung zur Hauptverteilung, die unter anderem einen oder mehrere Stromzähler enthält. Zwischen Hausanschlusskasten und Hauptverteilung können auch spezielle Geräte eingebaut sein, zum Beispiel Leistungsschalter und Überspannungsschutzgeräte (Blitzstromableiter Klasse B/1/I).

## Plombierung
Der Hausanschlusskasten liegt vor dem Stromzähler und führt somit ungezählte Energie. Aus diesem und anderen Gründen ist er, wie auch der Stromzähler bzw. der Zählerschrank, mit Plomben des zuständigen Verteilnetzbetreibers (VNB) verplombt.
In Deutschland dürfen die Plomben bei Reparaturen oder Änderungen (in der Regel) auch von einem bei der Handwerkskammer und beim Netzbetreiber eingetragenen Elektrofachbetrieb entfernt werden. Nach Erledigung der Arbeiten meldet dieser Elektrobetrieb den Hausanschluss unverzüglich zur Plombierung an den Netzbetreiber.
Falls eine vertragliche Vereinbarung zur Plombierbereitschaft besteht, kann die eingetragene Elektrofachkraft auch selbst neue Plomben des Netzbetreibers anbringen.

## Aufbau und Sicherungselemente
Der Hausanschlusskasten enthält die Hauptsicherungen des Gebäudes. Sie trennen den Anschluss bei einem Kurzschluss vor der Hauptverteilung oder bei starker Überlastung vom öffentlichen Versorgungsnetz. Die früheren Hausanschlusskästen waren oft mit Diazed-Sicherungen bestückt, heutzutage verwendet man NH-Sicherungen.
Aktuelle Hausanschlusskästen in Deutschland oder Österreich enthalten NH-Sicherungen der Größen NH000 bis NH2. NH-Sicherungen dürfen nur von einer ausgebildeten Elektrofachkraft mit speziellem Werkzeug, einem sogenannten „NH-Aufsteckgriff“ (mit oder ohne „Stulpe“) und Schutzausrüstung, wie beispielsweise langärmeliger Schutzkleidung und Schutzvisier gezogen oder ausgetauscht werden. Es besteht die Gefahr eines Lichtbogens beim Trennen unter Last.
Selektive Leitungsschutzschalter bieten den Vorteil einer „laienbedienbaren Freischaltmöglichkeit“.

## Einbauort
In Deutschland ist der Hausanschlusskasten in der Regel im Keller an einer Außenmauer des Hauses angebracht und kann eventuell über ein zweites hereinkommendes Kabel nachfolgende Haushalte mitversorgen. In besonderen Fällen können Mehrfach-Hausanschlusskästen eingesetzt werden, zum Beispiel wenn es räumlich ungünstig ist, mehrere Zähler in einem Schrank zu konzentrieren oder wenn der Platz für einen zweiten Hausanschlusskasten fehlt (teilweise bei Doppelhaushälften).
Bei Stromanbindung über Dachständer befindet sich der Hausanschlusskasten am Rohr vom Dachständer unter dem Dach.
In den deutschen alten Bundesländern kamen teilweise auch Doppel-Hausanschlusskästen zum Einsatz, wenn das Gebäude über eine Motorsirene des Zivilschutzes verfügte, da die Sirene in dem Fall ohne Zähler mit dem Stromversorgungsnetz verbunden war. Im Falle einer Freischaltung des Gebäudestromnetzes blieb zudem die Sirene weiterhin einsatzbereit. Die Hausanschlusskästen waren dafür mit der Aufschrift „ZS-Sirene“ entsprechend gekennzeichnet. Teilweise wurde aber anstatt eines Doppel-Hausanschlusskastens auch einfach ein zweiter Hausanschluss für die Sirene gelegt.

## Netzform
Die Netzform beschreibt die Art und Weise des Zusammenwirkens von Erdung, Neutralleiter und Schutzleiter im Niederspannungsnetz.
In Deutschland ist das TN-C-S-System weit verbreitet, bei welchem vom Netzbetreiber vier Adern (drei Außenleiter und PEN-Leiter) im Hausanschlusskasten ankommen. Wenn sich der Hausanschlusskasten in der Gebäudehülle befindet (Wandanbau im Keller bzw. Wandeinbau in der Fassade), so ist nach aktuellen Normen und Richtlinien der PEN-Leiter in Neutralleiter und Schutzleiter aufzutrennen. Befindet sich der Hausanschlusskasten außerhalb der Gebäudehülle (Wandanbau oder freistehend z. B. auf Gerüstschiene bzw. als Hausanschlusssäule) so ist der PEN-Leiter erst im Zählerschrank in PE- und N-Leiter zu trennen. Zudem sollte im Hausanschlusskasten die Einbindung in den örtlichen Potentialausgleich erfolgen. In bisher sehr seltenen Fällen wird vom Netzbetreiber ein fünfadriger Hausanschluss bereitgestellt, in welchem der PEN-Leiter schon in Neutralleiter und Schutzleiter aufgetrennt ist.
In einigen deutschen Netzgebieten gibt es das TT-System, bei welchem ebenfalls vier Adern im Hausanschlusskasten ankommen. Jedoch kommen hier die drei Außenleiter sowie der Neutralleiter im Hausanschlusskasten an. Für den Schutzleiter in der Anlage ist hier ein örtlicher Potentialausgleich nötig.

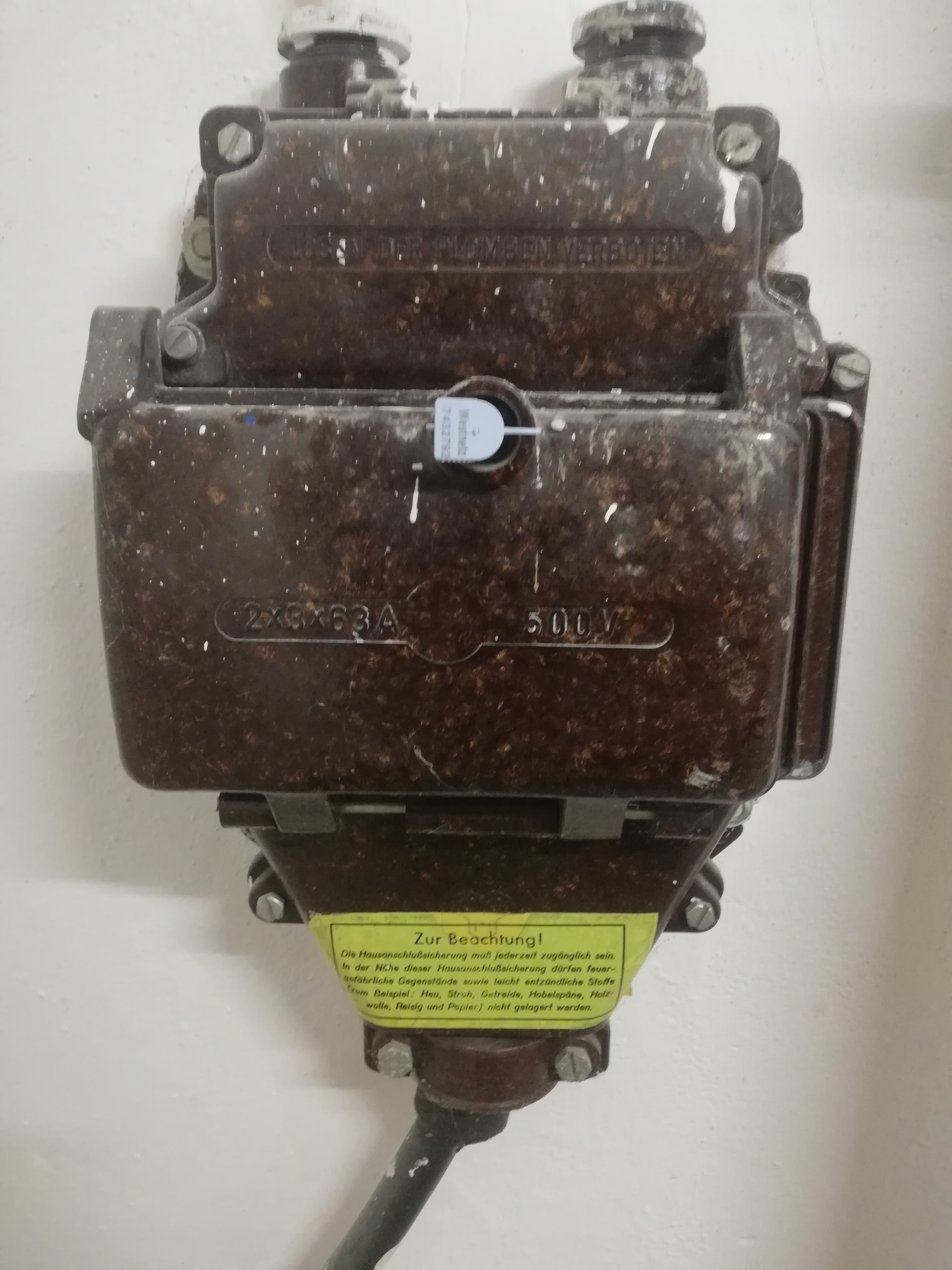
Älterer Hausanschlusskasten aus den 1970er-Jahren. Diese Ausführung kann zwei Zählereinheiten versorgen und hat deshalb zwei Ausgänge und zwei Dreifach-Diazed-Sicherungssockel.